# جون مولالي
جون إي. مولالي (بالإنجليزية: John E. Mullally) هو سياسي أمريكي، وعضو سابق في مجلس نواب كارولاينا الشمالية.
خدم مولالي في مجلس النواب عن مقاطعة دورهام بولاية كارولاينا الشمالية في الولايات المتحدة خلال أواخر الستينيات. كان عضوًا في الحزب الديمقراطي.